# (6689) Floss
(6689) Floss (1981 EQ24) – planetoida z pasa głównego asteroid okrążająca Słońce w ciągu 3 lat i 106 dni w średniej odległości 2,21 j.a. Została odkryta 2 marca 1981 roku w Siding Spring Observatory w Australii przez Schelte Busa. Nazwa planetoidy pochodzi od Christine Floss (ur. 1961), amerykańskiej specjalistki od meteorytów na Uniwersytecie Waszyngtona w St. Louis.